# Marceau Fourcade
Marceau Roger Fourcade (ur. 19 lutego 1910 w Annabie, zm. po 1947) – francuski wioślarz, brązowy medalista olimpijski.
Wystartował na igrzyskach olimpijskich w Berlinie w 1936 roku, gdzie reprezentanci Francji w składzie: Georges Tapie, Marceau Fourcade i Noël Vandernotte (sternik) zdobyli brązowy medal w dwójkach ze sternikiem. W wyścigu finałowym o 17,1 sekundy przegrali z reprezentantami III Rzeszy, a o 4,3 sekundy z osadą Królestwa Włoch. Był to jego jedyny start olimpijski.
Fourcade przeżył II wojnę światową, w 1947 roku wziął ślub w Annabie.